# Ain Diab

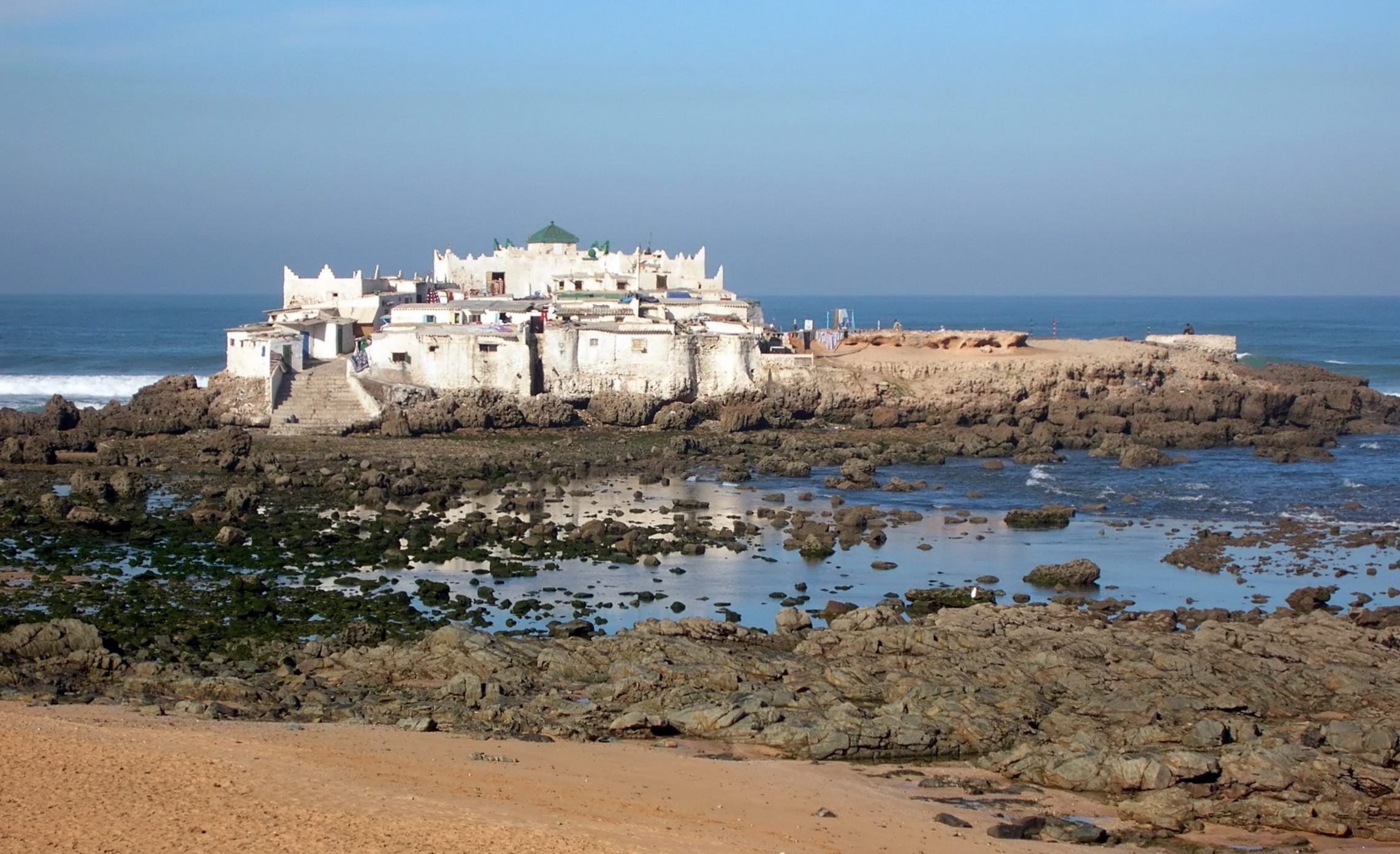
De ribat op het eiland Sidi Abderrahman in Ain Diab.

Ain Diab is een buitenwijk van Casablanca, Marokko. De gemeente is welvarend en staat bekend om de modieuze kuststrook die bekend staat als de Corniche. Er zijn talrijke hotels, restaurants, nachtclubs, en de stranden van Lalla Meryem en Ain Diab. Het strand van Aïn Diab, ongeveer twee kilometer lang, strekt zich uit tussen de twee rotspunten van de Corniche en het eiland Sidi Abderrahman. Er is ook een ribat (een versterkt klooster) aanwezig op het eiland dat nu door een brug met het vasteland is verbonden.
In het noorden wordt Aïn Diab begrensd door de oceaan. In het zuiden wordt de grens gevormd door de lanen van Anfa en de weg naar Azemmour.
Binnen de grenzen van Aïn Diab zijn er in twee verschillende topografische gebieden: de heuvel van Anfa en de vallei van Sindibad. De heuvel van Anfa, bezaaid met prachtige villa's, draagt de naam van de oude stad die onder de ruïnes van de oude medina van Casablanca ligt, maar heeft er topografisch gezien geen relatie mee: het is een enorme verkaveling van luxe huizen omgeven door uitgestrekte parken met bomen. De vallei van Sindibad is ontstaan als het resultaat van erosie door de wind en de zee die achtereenvolgens kliffen, duinen en stranden heeft gevormd.
In Ain Diab werd in 1958 een Formule 1-race gehouden op het Ain-Diab-circuit, de Grand Prix van Marokko.
De eerste McDonald's vestiging in Afrika en in de Arabische wereld opende in 1992 in Ain Diab.